# Stéphanie Bof
Pour les articles homonymes, voir Bof.
Stéphanie Claire Bof est une boxeuse française née le 5 mai 1982 à Bidjouka, Cameroun.

## Carrière sportive
En 2001, elle remporte la médaille d'argent aux championnats d'Europe amateur à Saint-Amand-les-Eaux en moins de 91 kg (poids lourds). Elle est sacrée championne de France en 2002 et 2004,.

### Distinctions
Combattante MMA et Jjb Grappling Team ICON.
2016 : vainqueur du G-ONE grappling (France)
2016 : 3e championnat suisse de jjb
2017 : vice championne de Jjb Suisse
2017 : championne d'Europe de shooto mma (Allemagne)
2018 : vainqueur de la Zone en jjb (France)
2019 : 1er place de L'Open de Carcassonne (France) en jjb
2019 : 1er place de L'Open de Lyon en No-Gi et 3e place en Gi
2019 : 1er place de L'Open de Barcares en jjb